# Sūsan Naqīn
Sūsan Naqīn (persiska: سوسن نقين, سوسه نقی, Sūseh Naqī) är en ort i Iran.   Den ligger i provinsen Markazi, i den nordvästra delen av landet, 150 km sydväst om huvudstaden Teheran. Sūsan Naqīn ligger 1 345 meter över havet och antalet invånare är 126.
Terrängen runt Sūsan Naqīn är kuperad söderut, men norrut är den platt. Runt Sūsan Naqīn är det ganska glesbefolkat, med 24 invånare per kvadratkilometer. Närmaste större samhälle är Gharqābād, 18,3 km väster om Sūsan Naqīn. Trakten runt Sūsan Naqīn består i huvudsak av gräsmarker.